# Henry Bacon (Maler)

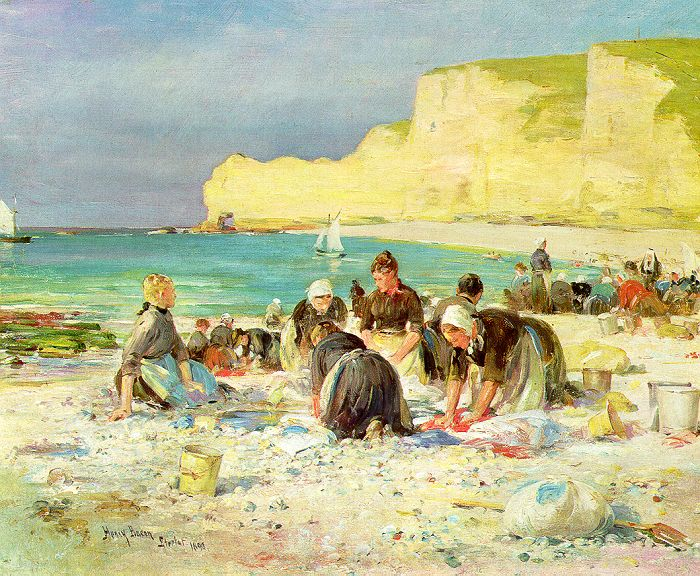
The beach of Étretat, 1890

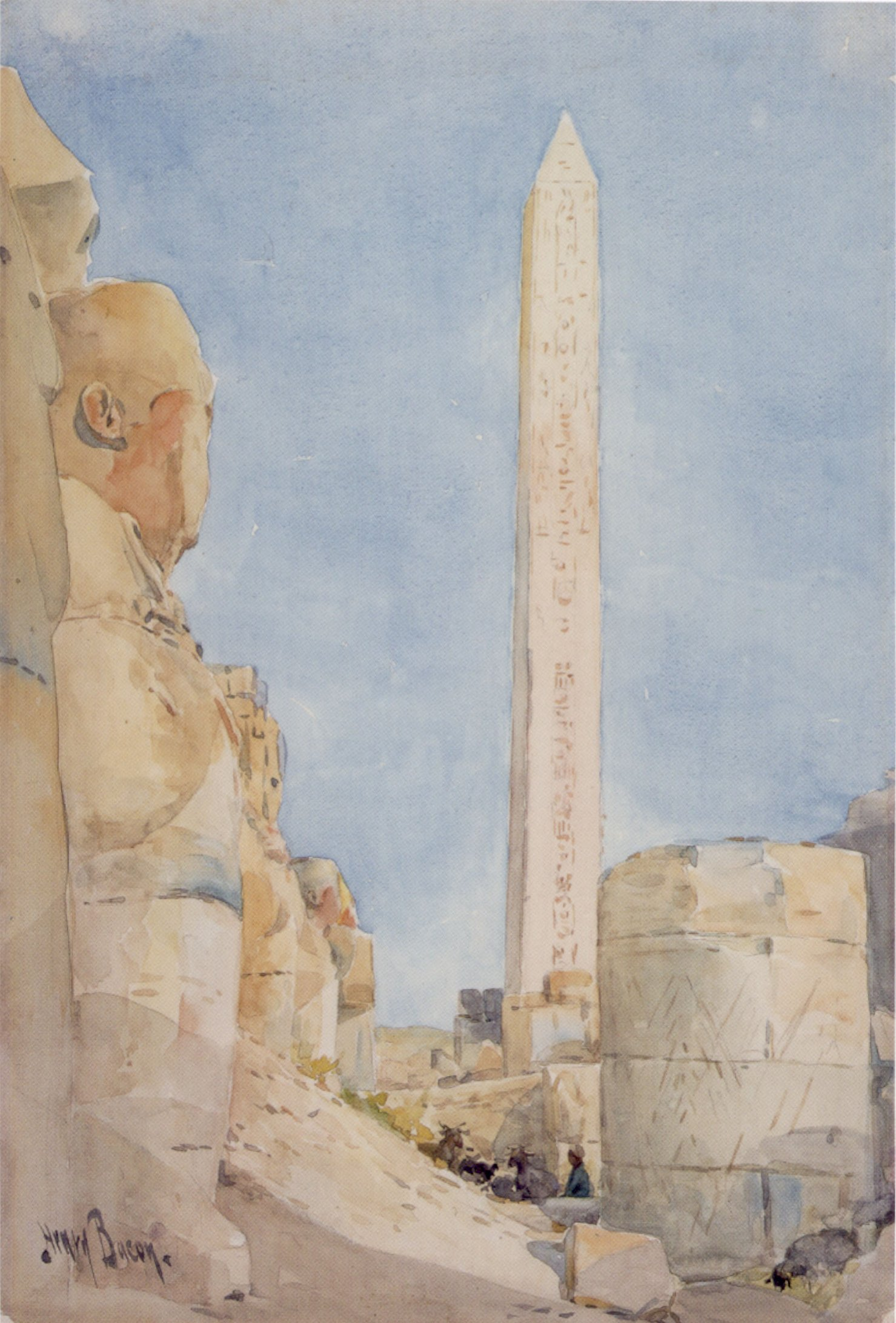
The Obelisk of Karnak, 1900

Henry Bacon (* 1839 in Haverhill, Massachusetts; † 13. April 1912 in Kairo, Ägypten) war ein US-amerikanischer Maler.

## Leben
Während des amerikanischen Bürgerkriegs kämpfte Bacon in der Union Army. Er meldete sich am 16. Juli 1861 zur 13th Massachusetts Infantry und parallel zu diesem Dienst agierte er i. A. der Zeitschrift Frank Leslie’s Weekly auch als Kriegsmaler.
Am 29. August 1862 wurde Bacon in der Schlacht von Bull Run schwer verwundet. Nachdem er das Lazarett wieder verlassen konnte, wurde er mit Wirkung vom 19. Dezember 1862 aus dem Dienst entlassen. In den folgenden zwei Jahren der Rekonvaleszenz heiratete Bacon Elizabeth Lord und ging mit ihr zusammen 1864 nach Paris. Dort wurde er an der École des Beaux-Arts u. a. Schüler von Alexandre Cabanel.
Während einer Studienreise durch den nahen Osten starb Henry Bacon mit über 70 Jahren 1912 in Kairo.

## Werke (Auswahl)
- The landing of the pilgrims. 1877.
- Egyptian Pyramids. 1897.
- The Obelisk of Karnak. 1900.
- The beach of Étretat. 1890.